# Mónica Lei
Mónica Lei Scaccia (Caracas, 22 de marzo de 1971) es una modelo, médico y ex-Reina de Belleza Venezolana, conocida por su destacada participación en el Miss Mundo

## Biografía
Hija de inmigrantes italianos pertenecientes a la clase alta, nace en Caracas en 1971. Con 22 años decide participar en el Miss Venezuela 1993, representando al Distrito Federal (hoy Capital) obtiene la posición Miss World Venezuela, a pesar de ser la máxima favorita de la edición, se destacó por ser la única candidata que participó ese año sin cirugías y por ser la última Miss que fue vestida por el diseñador Guy Meliet, fallecido en diciembre de ese año. Viajó al Miss Mundo 1993, donde a pesar de no ser una de las favoritas en Latinoamérica, se posicionó como favorita en Europa, obtuvo el título de 4° Finalista y el título Reina de América, siendo la 3.ª vez consecutiva que Venezuela obtiene ese título. Después siguió con su carrera de modelo en diferentes países de América, entregó su título en 1994 y poco después se retiró.
Actualmente vive en Argentina.